# Algás
A Algás é uma distribuidora alagoana de gás natural e uma empresa de economia mista com sede em Maceió, detentora da concessão pública de distribuição e venda de gás natural no estado de Alagoas. A Companhia tem como acionistas o Estado de Alagoas, a Commit Gás – empresa subsidiária da Cosan, por meio da Compass Gás e Energia – e a Mitsui Gás e Energia do Brasil.
O Governo de Alagoas detém 51% das ações ordinárias da empresa e os outros dois sócios têm cada um 24,5% de participação. Entretanto, a gestão da Algás segue um modelo colegiado, baseado na unanimidade, no qual as principais decisões corporativas dependem da concordância de opinião dos representantes dos três sócios.
Fundada em 2 de setembro de 1993, tornou-se a primeira empresa do país, em 1996, a assumir o seu sistema de distribuição, até então operado pela Petrobras, sendo a primeira distribuidora de gás natural do Brasil a se declarar uma empresa de integração energética. 
Teve como iniciativas pioneiras a distribuição e comercialização do gás natural residencial – tornando Alagoas a primeira capital fora do eixo Rio-São Paulo a usufruir dos benefícios do gás natural canalizado em residências; a criação do primeiro Selo de Qualidade do Gás Natural do Brasil; e o fornecimento de gás natural para o aeroporto Zumbi dos Palmares, o primeiro do país a contar com um sistema de co-geração a gás natural.
Atualmente, a Algás opera no mercado de comercialização de gás natural com 68 mil clientes contratados nos segmentos residencial, comercial, veicular e industrial, e possui uma rede de gasoduto de 512 km.